# Siviya
Siviya is een dorp in het district North-East in Botswana. De plaats telt 1289 inwoners (2011).